# چارلزتون (ایلینوی)
چارلزتون، ایلینوی (به انگلیسی: Charleston, Illinois) یک شهر در ایالات متحده آمریکا با جمعیت ۲۱٬۸۳۸ نفر است که در Coles County واقع شده‌است.

## موقعیت جغرافیایی
موقعیت جغرافیایی شهرها و مناطق اطراف به شرح زیر است: